# うるま市立勝連小学校
うるま市立勝連小学校（うるましりつ かつれんしょうがっこう）は、沖縄県うるま市勝連内間にある公立小学校。

## 沿革
- 1883年（明治16年） - 創立。
- 1940年（昭和15年）3月31日 - 与勝尋常高等小学校（現在のうるま市立与那城小学校）を分離。
- 戦後 - 勝連村教育区立勝連小学校に改称。
- 1972年（昭和47年） - 沖縄復帰により、勝連村立勝連小学校と改称。
- 1980年（昭和55年）4月1日 - 町制施行により、勝連町立勝連小学校に改称。
- 2005年（平成17年）4月1日 - 市町合併により、うるま市立勝連小学校に改称。

## 通学区域
- うるま市勝連内間
- うるま市勝連平安名

## 周辺
- うるま市役所勝連庁舎（旧・勝連町役場）
- うるま市立勝連図書館
- きむたか交流プラザ
- 沖縄県立与勝緑が丘中学校・与勝高等学校
- 陸上自衛隊勝連分屯地
- 勝連郵便局

## アクセス

### バス
- 平安名下車、北東へ300m
  - 22系統（那覇バスターミナルから；琉球バス交通）
  - 227系統（おもろまち駅前広場から；琉球バス交通・沖縄バス）

系統の詳細は沖縄本島のバス路線を参照。

### 道路
- 沖縄県道8号線から少し北へ入る